# لی سو می (بازیگر)
لی سو می (کره‌ای: 이수미؛ زادهٔ ۲۰ آوریل ۱۹۷۳) بازیگر اهل کره جنوبی است. او به خاطر ایفای نقش در مجموعه‌های تلویزیونی همچون پلی‌لیست بیمارستان, در خاطرت مرا پیدا کن, عشق زیباست، زندگی فوق‌العاده است و دختر نقاب‌دار شناخته می‌شود. او همچنین در فیلم‌های کشتی‌گیر و اعلام وضعیت اضطراری نیز حضور پیدا کرده است.